# Mu Cartographer
Mu Cartographer is een puzzelspel ontwikkeld door de in Nederland gevestigde Franse onafhankelijke computerspelontwikkelaar Titouan Millet. Het spel werd in 2016 uitgebracht voor Windows en macOS. Na de uitgave werd het spel genomineerd voor meerdere prijzen op het Independent Games Festival van 2017.

## Spelverloop
Mu Cartographer wordt omschreven als een "experimenteel ontdekkingsspel" waarbij spelers een abstracte interface gebruiken om een procedureel gegenereerd landschap te verkennen en verborgen bouwwerken te onthullen. Het spel biedt geen instructies of tutorials, waardoor spelers zelf moeten ontdekken hoe de interface werkt. Het bevat een losse verhaallijn, bestaande uit fragmenten van dagboeknotities.

## Ontwikkeling
Het spel werd ontwikkeld door Titouan Millet, die het project begon tijdens de Exile Game Jam in 2015. Tijdens deze game jam experimenteerde Millet met de Shader Forge-plugin binnen de Unity-engine en raakte gefascineerd door de visuele resultaten. Hij werd geïnspireerd door het spel MirrorMoon EP. De ontwikkeling van Mu Cartographer duurde ongeveer een jaar, waarvan zes maanden fulltime werden besteed aan de voltooiing.

## Ontvangst
Mu Cartographer werd over het algemeen positief ontvangen, vooral vanwege zijn visuele presentatie en innovatieve ontwerp. Er was echter ook kritiek op de intuïtiviteit van de interface, die als complex en soms frustrerend werd ervaren. Hoewel sommige recensenten het gebrek aan richting in het begin als frustrerend ervoeren, prezen anderen juist de openheid en de vrijheid om te experimenteren. Het spel werd genomineerd voor 'Excellence in Visual Art' en de 'Nuovo Award' tijdens het Independent Games Festival van 2017.